# Купа на европейските шампиони 1960/61
Купата на европейските шампиони 1960/61 е 6-о издание на турнира. 28 клубни отбора участват в него, в това число 26 национални шампиона от предходния сезон и Реал Мадрид като носител на трофея от предходния сезон. В крайна сметка до участие достигат 26 отбора, след като два отбора се отказват предварително.
Участниците играят в чист турнирен формат със срещи на разменено гостуване (изключение: финалът) за короната на европейския клубен футбол. При равенство след двете срещи, се изиграва трети мач на неутрален терен. Всички отбори освен Реал Мадрид, Цървена звезда Белград, Спарта Ротердам, Болдклубен 1909 Оденсе и Йънг Бойс започват в предварителния кръг.
Финалът се играе на 30 май 1961 г. на Ванкдорфщадион в Берн пред близо 27000 зрители. За пръв път има друг победител вместо Реал Мадрид. Голмайстор става Жозе Агуас от Бенфика Лисабон с 11 попадения.

## Предварителен кръг
Първите срещи се състоят между 31 август и 29 септември, а реваншите са между 7 септември и 12 октомври 1960 г.
|                        | Общ резултат |                        | 1-ви мач | 2-ри мач |
| ---------------------- | ------------ | ---------------------- | -------- | -------- |
| Фредрикста             | 4:3          | Аякс Амстердам         | 4:3      | 0:0      |
| Лимерик                | 2:9          | Йънг Бойс              | 0:5      | 2:4      |
| ЦЦА Букурещ            | (1)          | Спартак Храдец Карлове |          |          |
| Гленейвън              | (2)          | Висмут                 |          |          |
| Хелсингфорс            | 2:5          | ИФК Малмьо             | 1:3      | 1:2      |
| Стад Реймс             | 11:1         | Жонес Еш               | 6:1      | 5:0      |
| Рапид Виена            | 4:1          | Бешикташ               | 4:0      | 0:1      |
| Орхус                  | 3:1          | Легия Варшава          | 3:0      | 0:1      |
| Ювентус Торино         | 3:4          | ЦДНА София             | 2:0      | 1:4      |
| Барселона              | 5:0          | Лирсе                  | 2:0      | 3:0      |
| Цървена Звезда Белград | 1:5          | Дожа Уйпещ             | 1:2      | 0:3      |
| Хартс                  | 1:5          | Бенфика Лисабон        | 1:2      | 0:3      |

## 1. Кръг
Първите срещи се състоят между 19 октомври и 16 ноември, а реваншите са между 26 октомври и 7 декември 1960 г.
|                        | Общ резултат |              | 1-ви мач | 2-ри мач |
| ---------------------- | ------------ | ------------ | -------- | -------- |
| Орхус                  | 4:0          | Фредрикста   | 3:0      | 1:0      |
| ИФК Малмьо             | 2:1          | ЦДНА София   | 1:0      | 1:1      |
| Йънг Бойс              | 3:8          | Хамбург      | 0:5      | 3:3      |
| Спартак Храдец Карлове | 1:0          | Панатинайкос | 1:0      | 0:0      |
| Бенфика Лисабон        | 7:4          | Дожа Уйпещ   | 6:2      | 1:2      |
| Рапид Виена            | 3:3          | Висмут       | 3:1      | 0:2      |
| Реал Мадрид            | 3:4          | Барселона    | 2:2      | 1:2      |
| Бърнли                 | 4:3          | Стад Реймс   | 2:0      | 02:3(3)  |

### Трета среща
Срещата се играе на 21 декември 1960 г.
|             | Резултат |        |
| ----------- | -------- | ------ |
| Рапид Виена | 1:0      | Висмут |

## Четвърфинал
Първите срещи се състоят между 18 януари и 22 март, а реваншите са между 15 март и 3 април 1961 г.
|                 | Общ резултат |                        | 1-ви мач | 2-ри мач |
| --------------- | ------------ | ---------------------- | -------- | -------- |
| Бърнли          | 4:5          | Хамбург                | 3:1      | 1:4      |
| Рапид Виена     | 4:0          | ИФК Малмьо             | 2:0      | 2:0      |
| Барселона       | 5:1          | Спартак Храдец Карлове | 4:0      | 1:1      |
| Бенфика Лисабон | 7:2          | Орхус                  | 3:1      | 4:1      |

## Полуфинал
Първите срещи се състоят между 12 и 26 април, а реваншите са между 26 април и 4 май 1961 г.
|                 | Общ резултат |             | 1-ви мач | 2-ри мач |
| --------------- | ------------ | ----------- | -------- | -------- |
| Барселона       | 2:2          | Хамбург     | 1:0      | 1:2      |
| Бенфика Лисабон | 4:1          | Рапид Виена | 3:0      | 01:1(4)  |

### Трета среща
Срещата се състои на 3 май 1961 г.
|           | Резултат |         |
| --------- | -------- | ------- |
| Барселона | 1:0      | Хамбург |

## Финал
| 31 май 1961 |

| Барселона           | 2 – 3 | Бенфика Лисабон                          |
| ------------------- | ----- | ---------------------------------------- |
| Кочиш 20' Жибор 75' |       | Агуас 30' Рамелетс 32' (авт.) Колуна 55' |

| Ванкдорфщадион, Берн 26 732 зрители Съдия: Готфрид Динст |

| КЕШ 1960/61                 |
| --------------------------- |
| Португалия                  |
| Бенфика Лисабон Първа титла |